# Fabio Varese
Fabio Varese (Varese, 1570 circa – Milano, 1630) è stato un poeta italiano, tra i più importanti autori della letteratura lombarda e milanese del '600.

## Biografia
Nato a Varese da una famiglia agiata, ultimogenito dopo tre sorelle, si trasferirà sin da subito a Milano in una casa nei pressi del Verziere. All'età di 25 anni ebbe una figlia, che chiamò Clara, come sua madre.
Poco si conosce della sua vita, se non che fu maestro di cappella presso la Chiesa di San Gottardo in Corte e che nel 1590 fu imprigionato dal governo spagnolo con l'accusa di essere una spia al servizio dei francesi. Due anni dopo, nel 1592, pubblicò la sua prima opera letteraria intitolata Canzonetta a tre voci.
Morì di peste nel 1630.

## Produzione letteraria
Personaggio stimato dai suoi contemporanei per il suo estro espressivo e per la sua caratteristica di "poeta maledetto" ante litteram, fu secondo i suoi biografi un autore di spicco della letteratura milanese, capostipite di quella poesia colta milanese di stampo umoristico-verista che vedrà esprimersi compiutamente nelle opere di Carlo Maria Maggi e di Carlo Porta. La sua poesia, di critica violenta e dissacrante, non è però rivolta ai signori, bensì ai propri simili nei quali, denunciando la forte decadenza dei costumi, spera di poter suscitare un senso di autocritica. Le motivazioni di questa vena caustica e di rottura con il passato sono da ricercare in un'insofferenza verso la normalità di una tradizione poetico-letteraria vista sempre più standardizzata e forzata, la quale secondo lo storico della letteratura Franco Brevini è da ricondurre a quel movimento anticlassicista secentesco che s’inserisce nella tradizione inaugurata verso la fine del cinquecento dal filosofo Giordano Bruno e da Pietro Aretino. Una particolarità dei suoi sonetti, che spesso scrive immaginando gli vengano rivolti da terzi, sono le "Risposte" che fa seguire, nelle quali rimprovera se stesso dei lamenti appena esposti.
Ulteriore caratteristica delle opere del Varese è l'utilizzo della lingua lombarda nella sua variante milanese. Egli infatti, oltre che esserne molto orgoglioso, credeva d'esser riuscito ad accrescere l'importanza del lombardo in ambito letterario al pari dell'italiano.

### L'ortografia
L'ortografia adoperata da Varese per scrivere in lombardo presenta già caratteristiche assimilabili a quella classica, anni prima della codificazione attuata da Giovanni Ambrogio Biffi nel Prissian de Milan e da Carlo Maria Maggi. Ma nonostante ciò si notano diverse imprecisioni, come l'utilizzo del grafema oeu che non ha ancora una definizione chiara.